# Glenea laodice
Glenea laodice är en skalbaggsart. Glenea laodice ingår i släktet Glenea och familjen långhorningar.

## Underarter
Arten delas in i följande underarter:
- G. l. laodice
- G. l. basifasciata